# Werkshafen Schwelgern
Der Werkshafen Schwelgern gehört neben dem Nordhafen Walsum und dem Südhafen Walsum zu den drei großen privaten Duisburger Kohle- und Hüttenhäfen nördlich der Ruhr. Er ist einer der nördlichsten Häfen auf dem Gebiet der Stadt Duisburg. Der Hafen im Stadtteil Hamborn am Niederrhein rechtsrheinisch bei (Rheinkilometer 790,20) gehört heute als Teil der Eisenbahn und Häfen zu ThyssenKrupp.
Der Hafen sichert die Einfuhr von Rohstoffen für die Hochöfen und die Kokerei von ThyssenKrupp Steel Europe. Erz, Kohle und Zuschläge werden in Rotterdam von See- auf Binnenschiffe umgeladen, die die Güter nach Duisburg bringen. Pro Jahr erreichen rund 10.000 Schubleichter mit Kohle und Erz zu 4er- und 6er-Schubverbandseinheiten gekoppelt den Hafen. Das Umschlagsvolumen liegt bei 23 Millionen Tonnen. ThyssenKrupp Steel trägt damit zu einem großen Teil zum Gesamtumschlag der Häfen in Duisburg, dem Standort des größten Binnenhafens Europas, bei.

## Geschichte
Da Thyssen fast nur noch im Ausland Erzkonzessionen erwerben konnte, förderte dies unmittelbar vor dem Ersten Weltkrieg die Internationalisierung des Konzerns, der ohnehin seit Inbetriebnahme der Stahl- und Walzwerke stark exportorientiert war.
Seit 1905 baute die Thyssen-Gruppe ein eignes Handels- und Schifffahrtsnetz mit Niederlassungen in der gesamten Welt auf. Um den erhöhten Erzbedarf der Bruckhausener und Meidericher Hochöfen kostengünstig über den Rhein zu den Werken zu befriedigen, wurde als erster Schritt von 1903 bis 1907 ein neuer Werkshafen mit modernen Verladeeinrichtungen in Schwelgern zu Ergänzung des bisherigen Werkshafens Alsum gebaut. 1964 wurde der Werkshafen mit einem zweiten Hafenbecken ausgebaut. Nach vielfachen Rationalisierungen im Laufe des 19. Jahrhunderts löschen Schiffsentladebrücken das Erz heute fast automatisch. Der Hafen dient auch dem Umschlag von Schüttgütern.
2003 wurde in Schwelgern eine neue Kokerei gebaut, von der aus die nahen Schwelgerner Hochöfen über Transportbandanlagen mit Koks versorgt werden.